# Lockheed Martin X-55
Lockheed Martin X-55 Advanced Composite Cargo Aircraft (ACCA) là một loại máy bay vận tải thử nghiệm.